# Samantha Barks
Samantha Barks (Laxey, Man-sziget, 1990. október 2. –) brit színésznő és énekes.
Leghíresebb szerepe a 2012-es A nyomorultak című filmben volt, ahol Éponine-t játszotta.

## Gyermekkora
A Man szigeti Laxey-ben született 1990. október 2-án, szülei is onnan származnak. Két testvére van: nővére, Kim és bátyja, Carl. Később Londonba költözött tanulni.

## Pályafutása

### A kezdetek
2007 decemberében ő képviselte Man szigetet a Maltese International Song Competition énekversenyen, ahol ő nyerte meg a fődíjat, 2000 eurót, ami körülbelül 500 000 forintnak felelt meg. Szintén abban az évben fellépett a Peel Bay Fesztiválon
2008-ban részt vett a BBC I'd Do Anything című tehetségkutatóján, ahol a nyertes játszhatta a West End-en az Oliver! című musicalben Nancyt. Samantha eljutott a döntőig, ahol a harmadik helyen végzett. A versenyen olyan slágereket is énekelt, mint a Destiny’s Child Survivor vagy Christina Aguilera Hurt című dalát. A verseny után ő énekelte Man sziget himnuszát a minden éven megrendezett Isle of Man TT motorversenyen. 2008. augusztus 29-étől 2009. július 11-éig ő játszotta Sally Bowlest a Cabaret című musicalben. Éponine szerepét először 2010-ben öltötte fel, amikor a Quenn's Theater-ben játszotta egészen 2011 júniusáig. Szintén Éponine-t játszotta a Nyomorultak 25. évfordulós díszelőadásán az O2 Arénában.
2010-ben megjelent Let Go című dala, amit később előadott egy jótékonysági koncerten. 2011-ben megkapta Nancy szerepét az Oliver! című musicalben annak egyesült királyságbeli turnéján. Ezen a turnén jelentette be Cameron Mackintosh, a Nyomorultak című film producere, hogy ő kapta Éponine szerepét a filmben. A turnét később ideiglenesen el kellett hagynia, mert kezdődött a film forgatása.

Samantha Barks és Eddie Redmayne A nyomorultak című filmben

### 2012-től napjainkig
2012-ben indult a Disney csatornán a Groove High című sorozat, melyben Zoe-t alakította. A sorozat 26 epizódból állt és 2012-től 2013-ig egy évad erejéig futott.
Első filmszerepét a 2012-es A nyomorultak című zenés filmben kapta. A Victor Hugo regénye alapján készített filmet áprilistól júniusig forgatta. A filmben szerepelt Hugh Jackman, Russell Crowe, Anne Hathaway, Helena Bonham Carter, Sacha Baron Cohen, Eddie Redmayne, illetve Amanda Seyfried. A 85. Oscar-gálán előadták a One Day More című dalt, ahol a film nyolc jelölést kapott, ezekből hármat meg is nyert.
Samantha a filmbeli szerepléséért megnyerte az Elle Style Awards legjobb új színész és az Empire magazin által átadott Legjobb újonc színésznőnek járó díjat.
A forgatás után visszatért az Oliver! turnéjához kisebb időkre.
Második filmszerepe a The Christmas Candle című filmben volt, ahol Emily Barstow-ot alakította Susan Boyle mellett. A film premierje 2013. november 22-én volt. 2013. július 26-ától 28-áig a Chicago című musicalben Velma Kelly-t játszotta a Hollywood Bowl-on Stephen Moyer és Lucy Lawless mellett.
2013 nyarán kapott szerepet a Dracula című filmben, ami 2014 októberében került mozikba.
2013 őszén kezdték forgatni Ukrajnába a The Devil's Harvest című filmet amiben Natalka-t, a fiatal ukrán lányt játssza. A film előreláthatólag 2016-ban kerül moziba.

## Magánélete
A Nyomorultak koncertjén ismerkedett meg az amerikai tinisztárral, Nick Jonas-szal, akivel 2010 októberétől 2011 januárjáig álltak kapcsolatban. 2013 márciusában az a hír járta, hogy egy párt alkot Russell Crowe-val, de ezt mindketten cáfolták. Párja volt az angol műsorvezető, Matt Johnson, később a brit modell, David Gandy, akikkel kapcsolata hamar véget ért.

## Szerepei

### Filmszerepek
| Év        | Cím                                                                        | Szerep        |
| --------- | -------------------------------------------------------------------------- | ------------- |
| 2010      | A nyomorultak – 25. évfordulós díszelőadás Les Misérables 25th Anniversary | Éponine       |
| 2011-2012 | Groove High                                                                | Zoe           |
| 2012      | A nyomorultak Les Misérables                                               | Éponine       |
| 2013      | A Christmas Candle                                                         | Emily Barstow |
| 2014      | Dracula                                                                    | Baba Yaga     |
| 2014      | The Devil's Harvest                                                        | Natalka       |

### Színházszerepek
| Év        | Cím                          | Szerep       |
| --------- | ---------------------------- | ------------ |
| 2008-2009 | Cabaret                      | Sally Bowles |
| 2010-2011 | A nyomorultak Les Misérables | Éponine      |
| 2011-2013 | Oliver!                      | Nancy        |
| 2013      | Chicago: The Musical Chicago | Velma Kelly  |

## Díjak és jelölések
- 2012 Hollywood Film Awards, Spotlight Award A nyomorultak
- 2012 National Board of Review Award, Best Cast A nyomorultak
- 2012 Satellite Award, Best Cast A nyomorultak
- 2012 Washington D.C. Area Film Critics Association Award, Best Cast A nyomorultak
- 2013 Elle Style Award, Best Breakthrough Performance A nyomorultak
- 2013 Empire Award, Best Female Newcomer
- 2013 Glamour Awards: Women of the Year, Pandora Breakthrough A nyomorultak